# Cleveland show
Cleveland show (v anglickém originále The Cleveland Show) je americký animovaný televizní seriál o muži, který se přestěhoval z fiktivního města Quahog na Rhode Islandu k nové rodině ve městě Stoolbend ve Virginii. Vytvořil ho Seth MacFarlane, vysílán byl na stanici Fox v letech 2009–2013.

## Synopse
Cleveland Brown dříve žil ve městě Quahog, kde se objevoval v seriálu Griffinovi. V seriálu byl sousedem Petera Griffina. Se svou ženou Lorretou Brownovou měl 14letého syna Clevelanda Juniora, ale jeho žena ho podvedla s jeho sousedem Glennem Quagmirem. Loretta dostala jeho dům a tak se Cleveland musel odstěhovat se svým synem Clevelandem Juniorem do Virginie, kde potkal svou dávnou lásku Donnu. Donna má se svým exmanželem dvě děti, Ralla a Robertu. Clevelandova bývalá žena Lorreta později zemřela.

## Obsazení a dabing
| Postava                | Původní dabing                                                           | Český dabing                       |
| ---------------------- | ------------------------------------------------------------------------ | ---------------------------------- |
| Cleveland Brown        | Mike Henry                                                               | Tomáš Juřička                      |
| Dona Tubbsová-Brownová | Sanna Lathan                                                             | Lucie Kožinová                     |
| Roberta Tubbsová       | Nia Long (do 13. dílu 1. řady) Regan Gomez-Preston (od 14. dílu 1. řady) | Jana Páleníčková                   |
| Cleveland Brown mladší | Kevin Michael Richardson                                                 | Ivan Jiřík                         |
| Rallo Tubbs            | Mike Henry a Craig Robinson                                              | Michal Holán a Jan Maxián[zdroj⁠?!] |

Režisérkou českého znění Cleveland Show je Jitka Tošilová.

## Řady a díly
| Řada | Díly | Premiéra v USA | Premiéra v USA  | Premiéra v ČR     | Premiéra v ČR    |
| Řada | Díly | První díl      | Poslední díl    | První díl         | Poslední díl     |
| ---- | ---- | -------------- | --------------- | ----------------- | ---------------- |
| 1    | 21   | 27. září 2009  | 23. května 2010 | 5. února 2011     | 17. dubna 2011   |
| 2    | 22   | 26. září 2010  | 15. května 2011 | 23. dubna 2011    | 3. července 2011 |
| 3    | 22   | 25. září 2011  | 20. května 2012 | 15. července 2012 | 29. září 2012    |
| 4    | 23   | 7. října 2012  | 19. května 2013 | nebylo vysíláno   | nebylo vysíláno  |

Televize FOX odvysílala od září 2009 do května 2013 celkem čtyři řady seriálu, každou o více než 20 dílech.